# Alexej Manvelov
Alexej Manvelov é um ator de televisão e cinema baseado na Suécia, nascido na Rússia. Ele é de descendência curda.

## Vida pessoal e precoce
Ele nasceu em Moscou, filho de mãe russa e pai curdo da Síria. Cresceu em Östergötland, na Suécia, vivendo em Ljungsbro e Linköping. Trabalhou na indústria da construção antes de se mudar para Estocolmo para perseguir seu sonho de se tornar ator.

## Carreira
Ele interpretou Davor, um líder de gangue croata, na série sueca Innan vi dör (Antes de Morrer). Ele havia chamado a atenção da produtora Marianne Nordenberg por seu papel anterior na série sueca Arne Dahl: Dödsmässa. Também apareceu na série sueca Jordskott e como Teddy em Top Dog de 2020. Ele teve um papel principal no filme sueco de 2023, A Day and a Half.
Ele teve papéis nas séries históricas de língua inglesa Chernobyl e Jack Ryan, assim como no filme Contrato Perigoso.
Em 2025, ele pôde ser visto como Akram, um subestimado assistente sírio do detetive Morck (Matthew Goode) na série da Netflix, Dept. Q, baseada nos romances dinamarqueses de Jussi Adler-Olsen.

## Filmografia parcial
| Ano       | Título               | Papel          | Notas           |
| --------- | -------------------- | -------------- | --------------- |
| 2009      | Verificação de som   | Dominó         |                 |
| 2015      | Arne Dahl: Dödsmässa | Michael Botkin | 2 episódios     |
| 2015-2020 | Okkupert             | Nicolau        | 16 episódios    |
| 2017      | Jordskott            | Dr. Parker     | 8 episódios     |
| 2017-2019 | Antes de Morrermos   | Davor          | 14 episódios    |
| 2018      | Réquiem de Estocolmo | Peder          | 10 episódios    |
| 2018      | O impensável         | Tholen         | Filme           |
| 2019      | Chernobil            | Garo           | 1 episódio      |
| 2020-2023 | Top Dog              | Teddy          | 14 episódios    |
| 2022      | Contrato Perigoso    | Ativo          | Filme           |
| 2022      | Jack Ryan            | Alexei Petrov  | 8 episódios     |
| 2023      | Um dia e meio        | Artan          | Filme           |
| 2025      | Dept. Q              | Akram          | Papel principal |

## Links externos
- Alexej Manvelov. no IMDb.